# Streptopelia hypopyrrha
Андаманская горлица (Streptopelia hypopyrrha (лат. )) — птица из семейства голубиных, обитающая в Африке.

## Описание
Длина тела составляет 28 см. Половой диморфизм выражен незначительно. Оперение самок немного тусклее чем у самцов.
Голова и шея тёмного, голубовато-серого цвета. По бокам шеи имеются чёрные пятна. Верхняя часть груди серовато-синяя. Нижняя часть груди, а также брюхо рыжего цвета. Спина тёмного, серо-коричневого цвета. Почти все перья тела имеют светлую окантовку. Маховые перья тёмные. Клюв тёмно-серый с более светлой вершиной. Радужки оранжевые. Голое окологлазное кольцо пурпурного цвета.

## Распространение
Вид обитает только на плоскогорьях Джос в Нигерии, Нгаундере в Камеруне, а также на юго-западе Чада. Живёт в лесах, а также на открытых, редколесных участках и в культурных ландшафтах при наличии деревьев.

## Питание
Питается преимущественно семенами, ищет которые на земле. 

## Размножение
Гнездо сооружается на деревьях или кустах. В кладке 2 яйца.